# Rathaus (Volkach)

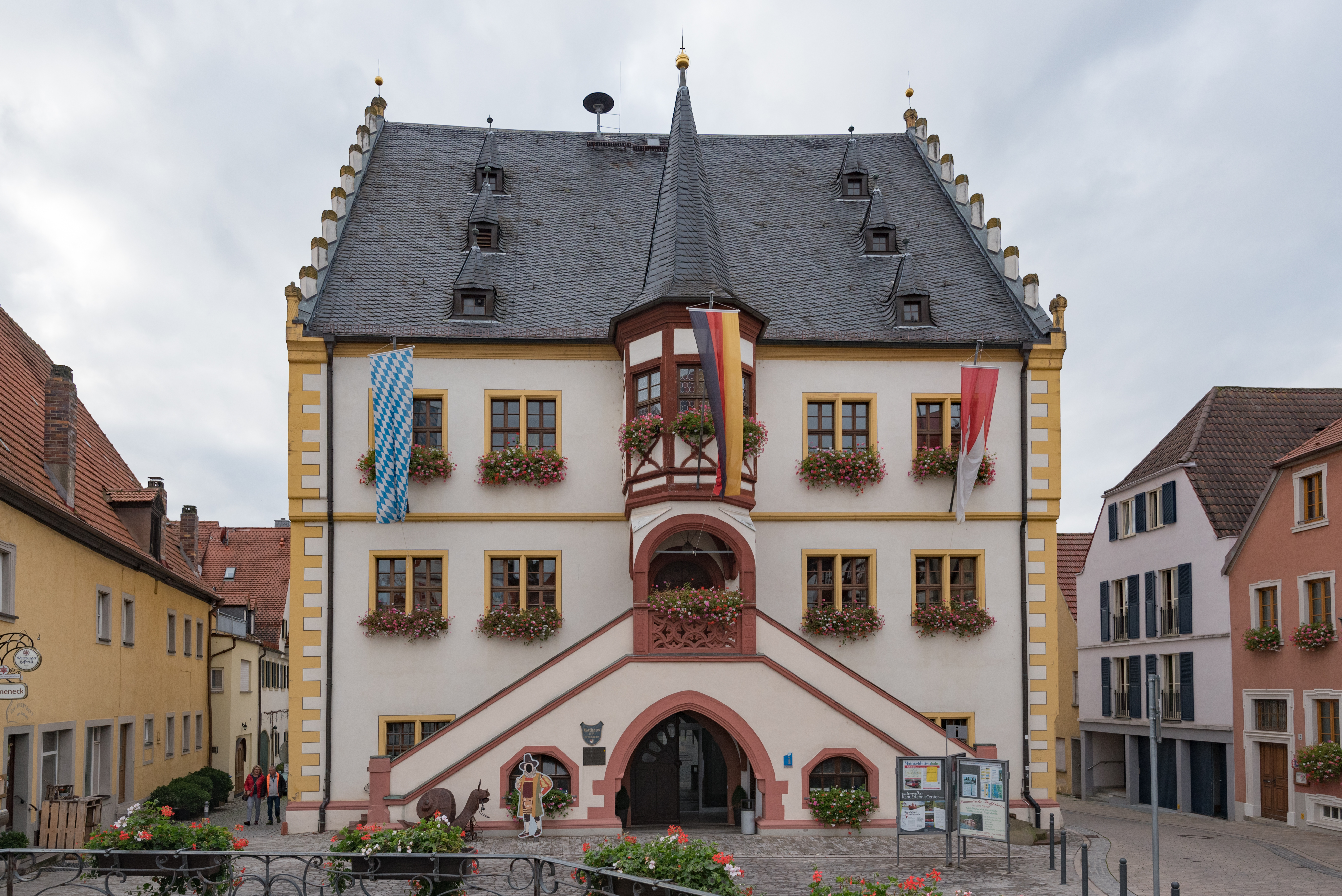
Das Rathaus in Volkach

Das Rathaus (Adresse Marktplatz 1, früher Hausnummer 64) der Stadt Volkach am Main ist repräsentativer Verwaltungssitz und Wahrzeichen der unterfränkischen Stadt. Es liegt am zentralen Marktplatz mitten in der Altstadt.

## Geschichte

### Vorgängerbau
Die Geschichte des Volkacher Rathauses und seiner Vorgängerbauten ist eng mit der Geschichte der Stadt verbunden. 1258 wurde Volkach erstmals als „civitas“, also als Stadt fassbar. Mit dem Aufstieg zur Stadt erhielt die Selbstorganisation der dort lebenden Bürger einige Vorrechte gegenüber der Herrschaft. Im Laufe des 14. Jahrhunderts wandelte sich die bisherige Schöffenverfassung in eine Ratsverfassung um. Die 18 Räte der Stadt benötigten einen Ort, an dem sie regelmäßig tagen konnten.

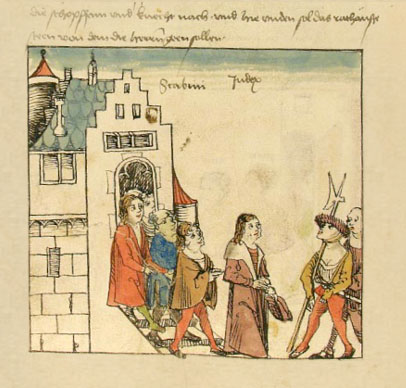
Das alte Rathaus im Volkacher Salbuch, folio 388v unten

Dabei entstand das alte Rathaus. Es wurde in einer Urkunde des Jahres 1484 erstmals als „Burgerhaus“ erwähnt. Der Vorgängerbau des heutigen Rathauses stand am sogenannten „unteren Platz“. Der Standort ist umstritten. Während Egert einen Ort im Osten der Stadt nahe dem heutigen Gänseplatz präferiert, geht Schneider davon aus, dass altes und neues Rathaus zumindest in der Südwestecke nahezu standortgleich gewesen sein könnten. Schmitt macht deutlich, dass das alte Rathaus wohl im Nordosten der Altstadt in der heutigen Unteren Zwingergasse zu verorten war.
Bei Ausgrabungen im Jahr 1993 stieß man unterhalb des heutigen Rathauses auf die Überreste eines verfüllten Tonnengewölbes und mehrere Bruchstücke von Ofenkeramik, Tongefäße und Eisenteile sowie Überreste von Speisen. Die hochwertigen Kacheln, neben einfarbig-grünen entdeckte man auch mehrfarbig glasierte, ließen auf ein repräsentatives Gebäude an dieser Stelle schließen. Eventuell kann der Sohn des Bildschnitzers Tilman Riemenschneider, Bartlmä Dill Riemenschneider, mit den Kacheln in Verbindung gebracht werden.
Das alte Rathaus war der Ausgangspunkt eines gotischen Kreuzwegs, der um 1520 erbaut wurde und von „des Pilatus Haus“ bis zur Kirchbergkirche führte. Das alte Rathaus ist im Volkacher Salbuch des Niklas Brobst von Effelt aus der Zeit um 1500 dargestellt. Das fantasievolle Bild zeigt ein Gebäude mit Staffelgiebeln und einem rundbogigen Portal. An das Haus könnte ein Erker angebaut gewesen sein, von dem aus Verkündigungen an die Bürger erfolgten. Egert spricht von einem Fachwerkbau.

### Neubau
Im 16. Jahrhundert wuchs die Bedeutung der Stadt Volkach. Spätestens 1520 besaßen die Fürstbischöfe von Würzburg die alleinige Stadtherrschaft und ließen ihre Neuerwerbung ausbauen. 1540 wurde das bisher auf der Hallburg verortete fürstbischöfliche Amt in die Stadt verlegt. Mit der Aufwertung ging auch ein wachsendes Selbstbewusstsein der Bürgerschaft einher. Das alte Rathaus wurde als zu klein und baufällig empfunden.
Am Donnerstag nach Remigi des Jahres 1543 beschloss der Rat „ein new Rathaus zu pauen, denn was man an dem alten verpesser oder verpaue sei es vergeblich“. In der kurze Zeit späteren offiziellen Anfrage an den Würzburger Fürstbischof wurde das Haus als „boeß und bawfellig“ bezeichnet. Bischof Konrad II. von Thüngen sollte bis zum nächsten Frühling einen „bauverständigen“, also einen Baumeister schicken. Die Kosten für den Neubau sollte die Bürgerschaft der Stadt tragen.
Im Dezember des Jahres 1543 entsandte der Fürstbischof den „baumeister N. Steinmetz“ und „Lorentz Gulman renthmeister“ nach Volkach. Zunächst wurde über den Standort des Neubaus diskutiert. Dabei stand weiterhin der untere Platz als Ort des Vorgängerbaus zur Debatte. Die Entscheidung fiel schließlich auf „die Fleischbank ungefehr anderthalb gerten weit von georg pfeufers haus“. Wichtig für die Räte war die Erreichbarkeit des Gebäudes, das vollständig umfahren werden konnte. Das alte Rathaus wurde in ein Wohnhaus umgewandelt und bis ins 17. Jahrhundert durch eine Scheune ersetzt.
Mit Beschluss vom 17. April 1544 begannen die Bauarbeiten. Der Neubau entstand am Marktplatz und gab dem bisher fast bis zur Stadtmauer reichenden Platz die westliche Begrenzung. Das Baumaterial war bereits in den Jahren zuvor im fürstbischöflichen Bauhof eingelagert worden, sodass sofort mit den Arbeiten begonnen werden konnte. Am 28. April 1544 wurde zwischen fünf und sechs Uhr der Grundstein für das Rathaus gelegt.

### Nutzungswandel
Der genaue Zeitpunkt der Fertigstellung des Baus ist heute nicht mehr ermittelbar. Allerdings hat sich eine Anordnung erhalten, wonach die Verkündigungen der Stadtknechte nicht mehr in der Pfarrkirche stattfinden sollten. Das Rathaus vereinigte schnell mehrere Funktionen auf sich. Neben dem Sitzungssaal des Rates war im hallenartigen Unterbau auch ein Kaufhaus untergebracht. Da die Tuchhalle dem Neubau weichen musste, zogen bald auch die Tuchhändler der Stadt ein. 1550 sind auch Bäcker im Rathaus nachgewiesen.
In der Folgezeit wurde das Gebäude regelmäßig umgebaut. 1595 begann man, einen großen Weinkeller für das Rathaus zu errichten. Zuvor hatten Streitigkeiten zwischen den Räten diesen Ausbau immer wieder verschoben. 1687 wurde der Keller durch Hans Cornel weiter ausgebaut, bereits 1689 lief er allerdings voller Wasser. Bereits 1611 war ein Raum zum sogenannten Narrenhaus umgewandelt worden, in dem Schandstraftäter untergebracht wurden. Im Rathaus waren außerdem die Waage und der Eichraum untergebracht.
Im Dreißigjährigen Krieg wurde das im Gebäude angesiedelte Archiv ein Raub der Flammen. Nach dem Krieg nutzte man das Rathaus auch, um Hochzeiten hier abzuhalten. Im Haus war der einzige Tanzboden der Stadt untergebracht. 1678 wurde ein Rittertag unter dem Vorsitz des Hauptmannes von Wolfsthal in den Räumlichkeiten abgehalten. In den 1680er Jahren besserte man die Dächer des Rathauses aus, 1695 wurde das Gebäude vom Tüncher Hans Christ neu gestrichen.
Nach und nach verlor das Rathaus seine vielfältigen Funktionen. 1696 lagerte man die deutsche Schule in ein Gebäude hinter dem Rathaus aus, 1704 wurde das Rüsthaus an die Stadtmauer angebaut und 1710 verließen die Leinentuchweber, die ihre Waren bisher im Rathaus präsentiert hatten, den Bau. Nach der Auflösung des Hochstifts Würzburg kam Volkach an Bayern. 1806 entstand in einer kurzen Zwischenzeit das Großherzogtum Würzburg. Zu Ehren des neuen Regenten Ferdinand von Toskana wurde im Rathaus ein Fest veranstaltet. 1814 wurde man wieder bayerisch.

### Verwaltungsmittelpunkt

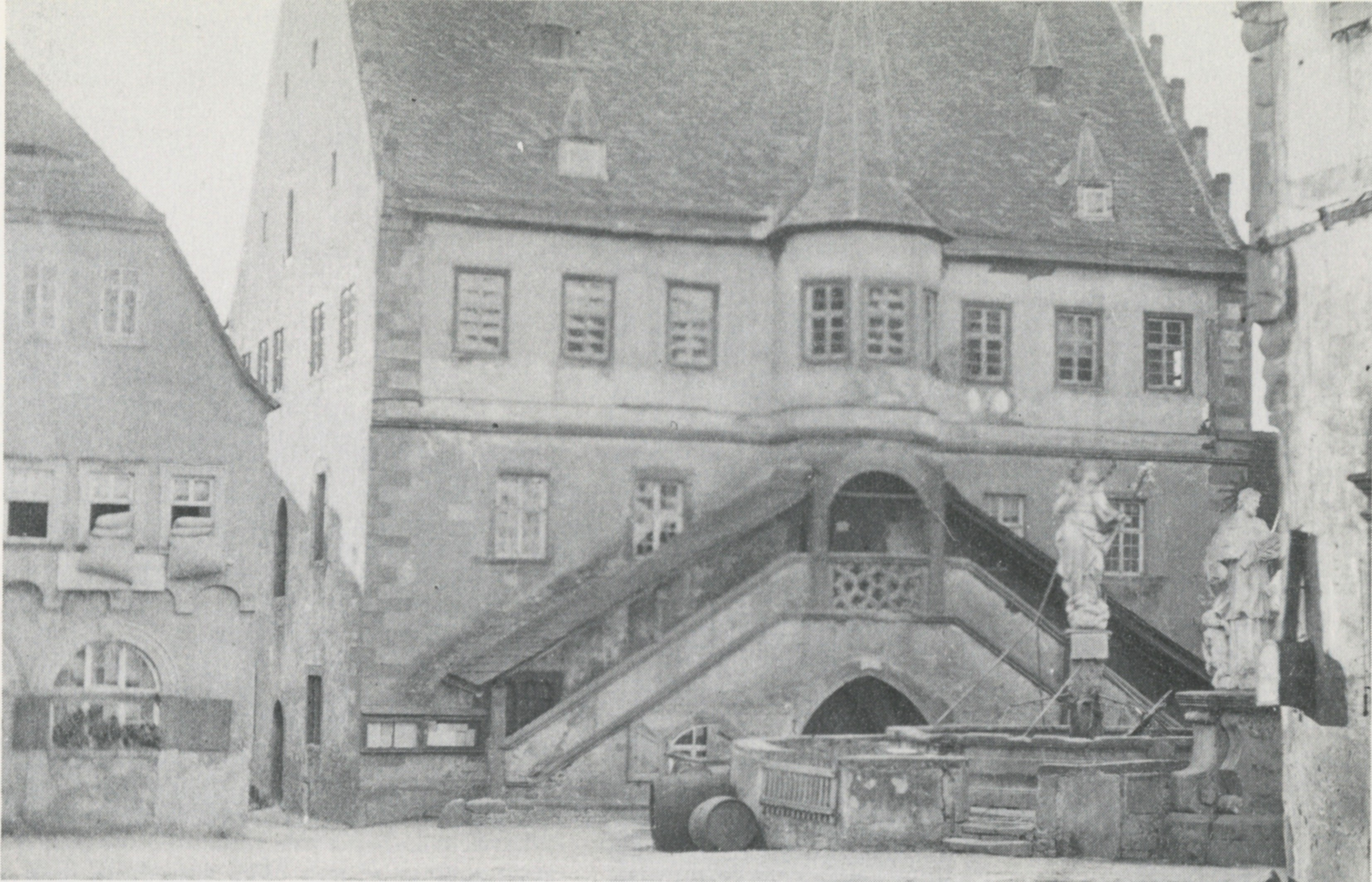
Das Rathaus vor einem großen Umbau, Fotografie vor 1880

Im 19. Jahrhundert wandelte man das Rathaus zu einem echten Verwaltungszentrum um. 1846 wurde das Dach ausgebessert, 1856 nahm man weitere Renovierungen vor. Seit 1877 bestand wieder die Schule im Rathaus, insgesamt vier Schulzimmer im zweiten Obergeschoss und ein weiteres im Erdgeschoss wurde dafür hergerichtet. Dafür wurden die bisher bestehenden Säulen im Erdgeschoss entfernt und 1879 durch Michael und Johann Zerr durch Wände ersetzt. Im Zuge des Umbaus entstanden auch neue Kamine und die Fundamente wurden erneuert.
Nachdem man während des Umbaus im ersten Obergeschoss einen neuen Sitzungssaal eingerichtet hatte, begann man auf der Westseite einen Turmanbau zu errichten und alle Einzel- zu Doppelfenstern zu erweitern. Nach der Fertigstellung der Innenrenovierung wurde 1880 auch das Äußere des Baus verändert. Die Außentreppen wurden abgetragen und vollständig neu aufgebaut. Im Mai 1881 entfernte man die Dächer oberhalb der Freitreppen.
Nach dem Zweiten Weltkrieg wuchs die Stadt Volkach weiter und die Schule im Rathaus wurde zwischen 1951 und 1976 schrittweise ausgelagert. 1965 wurde der Dachstuhl des Rathauses saniert. 1974 erfolgte im Zuge der Gemeindegebietsreform ein totaler Innenausbau. Dabei wurden alle Innenwände ausgebaut, Stahlbetondecken eingezogen und Eisenunterzüge eingebaut. Der Sitzungssaal wurde vergrößert und das Rathaus mit einem Aufzug ausgestattet. Im zweiten Obergeschoss entstand das „Echter-Zimmer“ als zweiter Sitzungssaal.
Das Archiv, zunächst im ersten Obergeschoss untergebracht, wurde nach 1980 in die ehemalige Prokuratur des Kartäuserklosters im eingemeindeten Astheim verlegt. Ins Erdgeschoss zog später die Touristeninformation Volkacher Mainschleife ein. Das Rathaus ist einer der Mittelpunkte des Baudenkmalensembles Altstadt. Das Bayerische Landesamt für Denkmalpflege hat es als Baudenkmal mit der Nummer D-6-75-174-78 eingestuft. Die untertägigen Reste der Vorgängerbebauung werden als Bodendenkmal geführt.

## Architektur und Innenausstattung

### Baubeschreibung

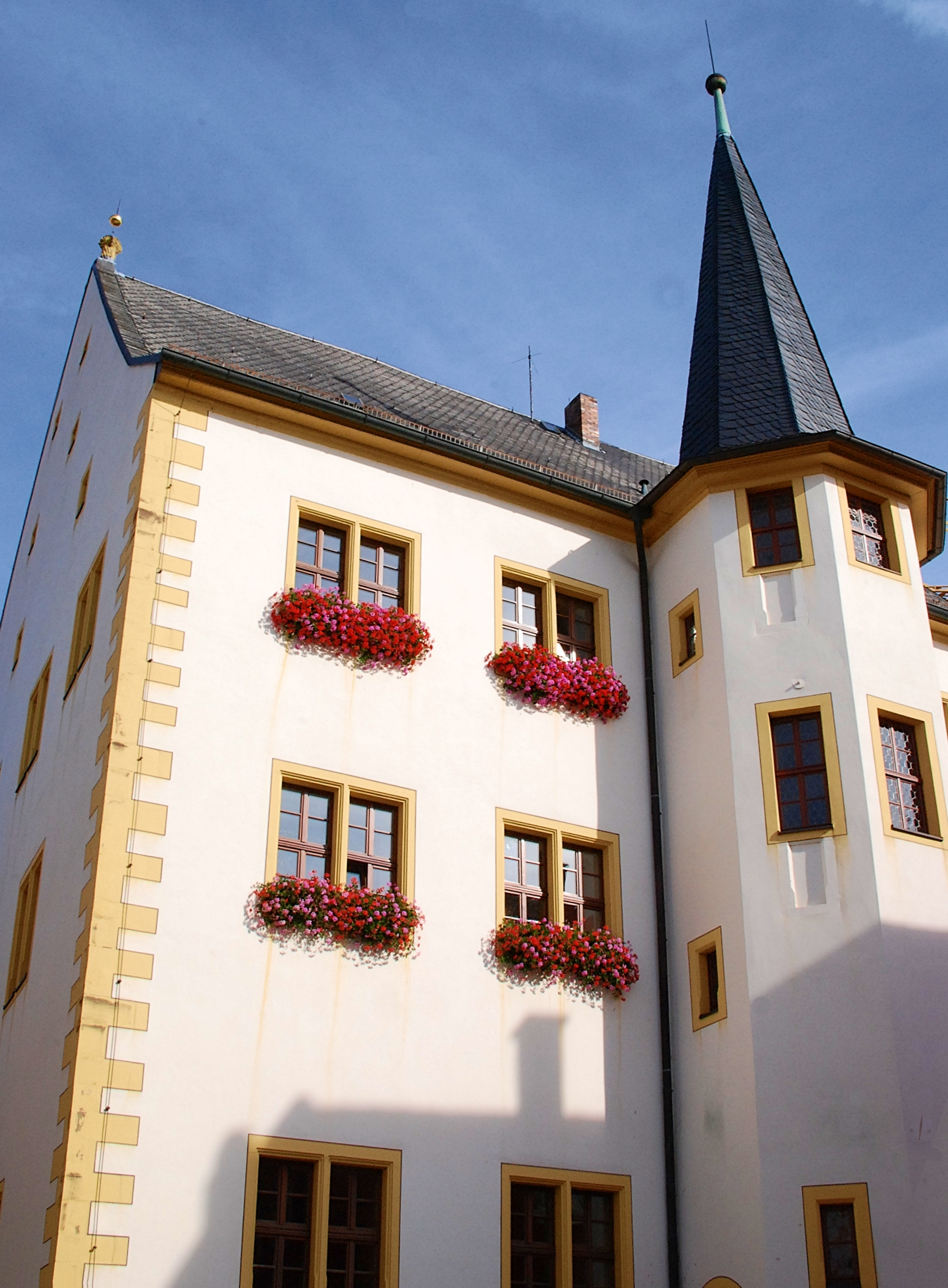
Die Rückseite des Volkacher Rathauses

Das Volkacher Rathaus besitzt repräsentativen Charakter. Das traufständige Gebäude ist von der Renaissance geprägt. Insgesamt besitzt es drei Geschosse und schließt mit einem Steilsatteldach ab. Besonders charakteristisch ist die doppelläufige Freitreppe, die in den ersten Stock führt. Zentral wurde ein polygonaler Fachwerkerker angebracht, der als Verkünderker in früherer Zeit auch eine wichtige, politische Funktion für das gesellschaftliche Leben der Stadt übernahm.
Das Erdgeschoss wurde zunächst als Halle konzipiert. Um das darüberliegende Gebäude tragen zu können, entstanden insgesamt elf Säulen. Zusätzlich verstärkte man hier die Außenmauern, die eine Stärke von 1,35 m haben. Die spitzbogige Toreinfahrt auf der Ostseite des Baus weist auf die vielfältige Nutzung insbesondere des Erdgeschosses in vergangenen Zeiten hin. Links von der Durchfahrt befindet sich ein sechseckiges Fenster, das zum sogenannten Narrenhaus im Inneren des Rathauses gehörte.
Im ersten Obergeschoss ist heute der große Ratssaal untergebracht. Es besitzt 1,20 m dicke Außenmauern und präsentiert auf der Seite der Ostfassade insgesamt vier Fensterachsen, die von Doppelfenstern im Stil der Neorenaissance gebildet werden. Die Freitreppe in das erste Geschoss besaß nach der Renovierung von 1880 eine Maßwerkbrüstung. Später versetzte man sie wieder in den ursprünglichen Zustand, sodass nur das breite Turmpodest unterhalb des Erkers heute Maßwerk aufweist. Die Stufen der Treppe wurden aus Thüngersheimer Sandstein gestaltet.
Eine ähnliche Fenstergliederung wie das erste Obergeschoss weist auch die Fassade des zweiten Obergeschosses auf. Ursprünglich bestanden hier insgesamt sechs Fenster, seit der Umgestaltung im ausgehenden 19. Jahrhundert bestehen auf beiden Seiten des Erkers jeweils zwei Doppelfenster. Zwischen erstem und zweitem Geschoss besteht ein Gesims. Der Erker weist schlichte Andreaskreuze auf, die dem Marktplatz zugewandten drei Felder wurden mit Rechteckfenstern ausgestattet. Der Erker schließt mit einem Spitzhelm ab, der das Dach nicht überragt.
Das schiefergedeckte Dach des Volkacher Rathauses besitzt einfache Walmgauben, die allerdings mit polygonalen Dächern an das Dach des zentralen Erkers erinnern. Sie verlaufen in zwei Reihen links und rechts vom Erker. An den Abschlüssen des Daches wurde repräsentatives Zierwerk angebracht. Die dem Marktplatz abgewandten Westseite wird seit dem Umbau in den 1880er Jahren von einem Treppenturm geprägt, der sich in seiner Erscheinungsform an den Erker der Vorderseite anlehnt.

### Innenraum
Das Innere des Rathauses wurde 1974 vollständig entkernt, sodass die ursprüngliche Raumeinteilung heute nicht mehr nachvollziehbar ist. Allerdings legte man damals die erhaltenswerten, profilierten Deckenbalken frei. Besonders gestaltet wurde der große Sitzungssaal, der eine Kassettendecke erhielt. Die Innentreppe, die durch den Treppenturm erschlossen wird, wurde, ähnlich wie die Außentreppe, aus Sandstein aus Thüngersheim gearbeitet. Einziges unverändertes Element ist der Weinkeller unterhalb der ehemaligen Markthalle.
Ursprünglich waren im Rathaus wichtige Herrschaftsinsignien wie das Richtschwert untergebracht. Daneben besaß man eine bedeutende Sammlung von Amtsporträts der jeweiligen Fürstbischöfe von 1573 bis 1795. Allerdings wurden viele Stücke heute ins Museum Barockscheune ausgelagert. Stattdessen schuf man in den 1970er Jahren neue künstlerische Werke für das Rathaus. So findet sich im Hauptgang des ersten Obergeschosses das Wappen von Fürstbischof Julius Echter von Mespelbrunn, eine Lagebild Volkachs an der Mainschleife, sowie die Wappen und Signets der Ortsteile.
Im Sitzungssaal selbst sollte in den 1970er Jahren ein künstlerischer Abschluss an der Stirnseite entstehen. Zunächst diskutierte man mehrere Einzelbilder, moderne Plastiken und Wandteppiche. Schließlich entschied sich der Stadtrat für den Künstler Oskar Martin-Amorbach, der ein großes Historiengemälde schaffen sollte. Er wählte eine Szene, die im beginnenden 16. Jahrhundert spielt und das erste Treffen der Stadtbevölkerung mit dem neuen Herren, dem Fürstbischof Lorenz von Bibra zeigt.
Martin-Amorbach schuf einige Skizzen in der angepeilten Größe von 2 auf 3,70 m. Im Mai 1980 wurde das Gemälde auf der Stirnseite eingebaut. Lorenz von Bibra ist als Herzog hoch zu Pferd dargestellt, die Gesichtszüge wurden dem Epitaph von Tilman Riemenschneider im Würzburger Dom entlehnt. Ihm gegenüber steht die Stadtgesellschaft, der der Oberbürgermeister Jorg Dankes vorsteht. Er erhält vom Bischof eine Schriftrolle überreicht. Dahinter sind Repräsentanten des Weinbaus, des Weinhandwerks und des Soldatenstandes zu sehen. Für die Architektur der Stadt nahm der Künstler sich die Federzeichnungen des Volkacher Salbuchs zum Vorbild.

## Würdigung
Das Volkacher Rathaus ist heute beliebtes Fotomotiv, ziert viele Publikationen zum fränkischen Weinland und steht als Symbol, neben der Kirche Maria im Weingarten, für die Volkacher Mainschleife. Es erinnert in seinen Formen an andere, nahezu gleichzeitig entstandene Verwaltungssitze in der näheren Umgebung, wie das etwas früher errichtete Dettelbacher Rathaus oder das Neue Rathaus in Ochsenfurt. Das Rathaus bildet die Kulisse für viele auf dem Marktplatz abgehaltene Veranstaltungen und Feste.
Bereits seit dem 19. Jahrhundert spielte das Rathaus bei Darstellungen der Stadt eine große Rolle. Am 27. Juni 1871 schuf der Nürnberger Reisemaler Eugen Freiherr von Löffelholz eine Bleistiftzeichnung des Rathauses. Später wurden Münzen und Medaillen geprägt, die das Rathaus zeigten. So entstand 1994 eine Münze, um das Jubiläum des Rathausbaus von 1544 zu feiern. Das Rathaus wird häufig in Kombination mit dem Marktbrunnen gezeigt.